# آستون مارتین یک-۷۷

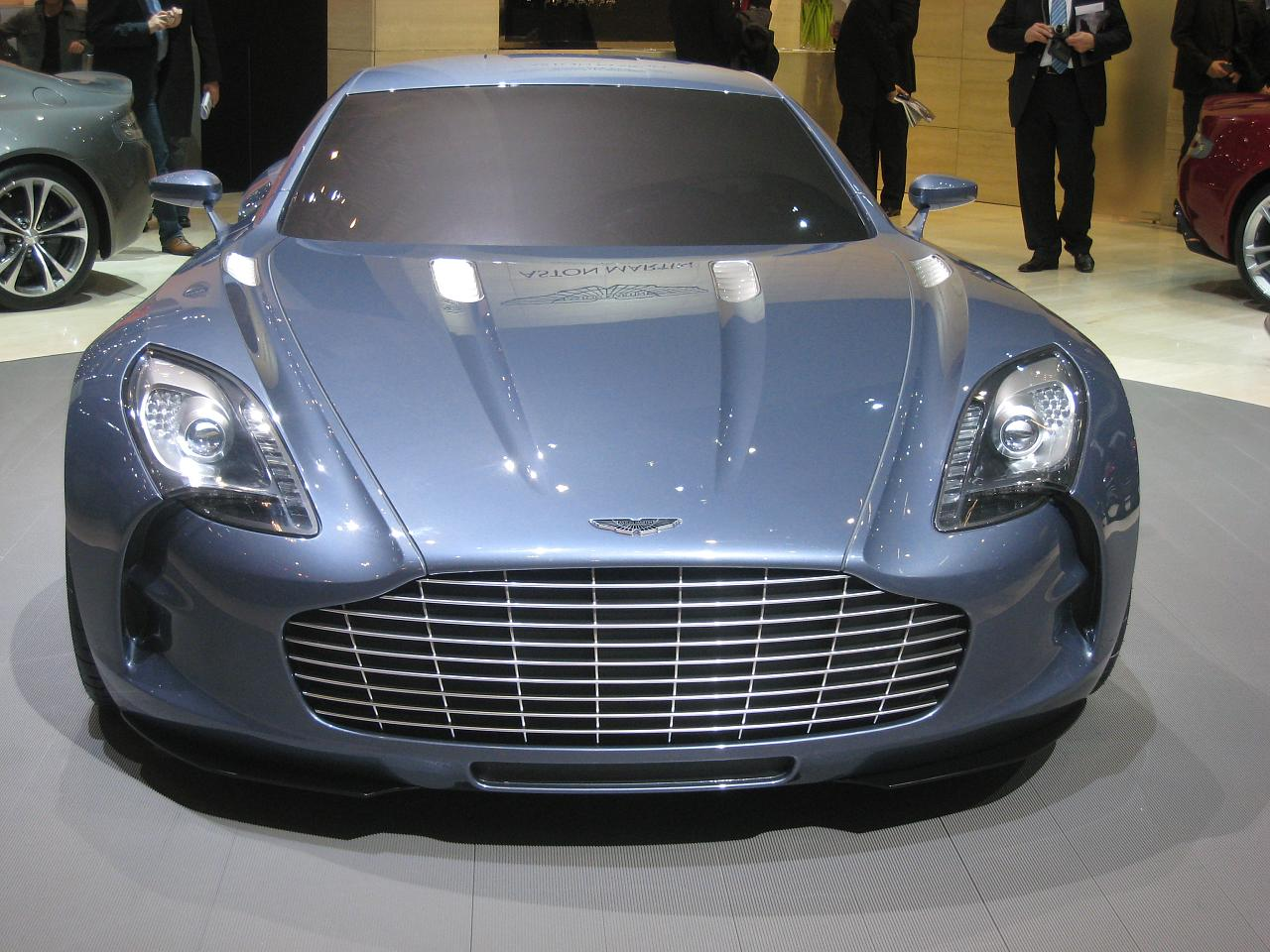

آستون مارتین یک-۷۷ (Aston Martin One-77) یک خودروی کوپه دو در می‌باشد که توسط شرکت آستون مارتین ساخته شده‌است.
برای اولین بار در نمایشگاه خودرو پاریس در سال ۲۰۰۸ به نمایش درآمد، اگرچه تقریباً تمامی قسمت‌های خودرو توسط پارچه پوشانده شده بود. در سال ۲۰۰۹ در نمایشگاه خودرو ژنو اولین باری بود که به‌طور کامل رونمایی شد.
تنها تعداد محدود ۷۷ عدد (بنابر نام خودرو) از این خودرو تولید شده‌است که تحویل آنها از ماه اکتبر ۲۰۱۰ آغاز گشته‌است.
طراحی آن خودروهای موتور جلو-محور عقب بوده‌است. سیستم جعبه‌دندهٔ آن ۶ دنده به صورت دستی خودکار است.